# アシガバート・スタジアム
アシガバート・スタジアム（英語: Ashgabat Stadium、トルクメン語: Aşgabat Stadiony）は、トルクメニスタンの首都アシガバートにある多目的スタジアムである。

## 概要
スタジアムは主に式典とサッカーの試合に利用されている。2009年、大統領のグルバングル・ベルディムハメドフが融資する形で、トルコの建設会社ポリメクス (Polimeks) によるスタジアム建設が開始された。スタジアムはトルクメニスタン独立20周年を祝う形で2011年10月28日に開場、記念セレモニーが行われた。2011年に建造されたスタジアムの収容人数は20,000人である。また、スタジアム内には屋内競技施設も完備しており、バレーボール、バスケットボール、バドミントンなどのコートも完備している。

## 交通アクセス
アシガバート市内南西部にある。アシガバート駅からはタクシーで約10分、アシガバート空港からはタクシーで約15分。